# 布拉灰人
布拉灰人（Brahui people or Brohi people）是達羅毗荼人的一支，人口220萬人，大多生活在巴基斯坦俾路支省的卡拉特區，少部份分佈在鄰國阿富汗及伊朗。其使用的語言稱為布拉灰語，被認為是由北達羅毗荼語所發展而成的，不過由於遠離其他使用達羅毗荼語系的族群，而接近俾路支人，故有相當數量的俾路支語詞彙，且使用俾路支語的數字。本身沒有原創文字，和信德語、俾路支語一樣使用波斯-阿拉伯字母拼寫。有人认为布拉灰人与古印度河文明有关联。